# Grand Theft Auto VI
Grand Theft Auto VI е предстояща игра от Rockstar Games. Тя ще бъде 8-ата главна игра в поредицата и 16-ата общо, след Grand Theft Auto V през 2013 г. След години спекулации и слухове, през февруари 2022 г. Rockstar обявяват, че играта е в процес на разработка.
На 18 септември 2022 г. в неофициалния форум GTAForums потребител под името teapotuberhacker качва 90 видеоклипа, показващи незавършената игра. На следващия ден Rockstar потвърждават, че е имало проникване в мрежата им, свързано с видеа от разработката на следващата Grand Theft Auto игра. Злонамереният потребител е арестуван и е идентифициран като 17-годишно момче от Оксфордшър.
Играта е официално обявена на 8 ноември 2023 г. Rockstar също обявяват, че трейлърът ще излезе в началото на декември. На 1 декември е обявено, че първият трейлър на играта ще излезе на 5 декември в 16 часа българско време. На 5 декември, около 01:30 часа през нощта българско време, вече официално излиза първият трейлър на играта, тъй като беше публикуван от хакера и по-късно изтрит от социалните мрежи поради нелегално споделяне на чужда информация без разрешение.